# Fabiana bryoides
Fabiana bryoides är en potatisväxtart som beskrevs av Rodolfo Amando Philippi. Fabiana bryoides ingår i släktet Fabiana och familjen potatisväxter. Inga underarter finns listade i Catalogue of Life.